# 技術發展現狀
技術發展現狀（state of the art）有時也稱為尖端科技（cutting edge）或先進科技，是指特定時刻下，設備、技術或科學領域發展的最高層次。在某些语境中是指某一時刻所能達到的發展程度，因此會成為當時常見的方法学。
此一詞語從1910年起出現，之後就是廣告及市场营销中的常見用語，而在专利及侵权責任等法律領域中有重要的法律意義。
此一詞語在廣告中常常是表示產品是用最先進或是最好的技術所製造，不過也有人注意到「廣告商在說『尖端科技』時，很少會提供證據。」，因此只是廣告術語而已。在專利法中使用此一術語「也不意味著優越，更不用說大家在廣告聽到此一術語，會認為有優越的含義在內。」

## 啟源及歷史
技術發展現狀的原文state-of-the-art是在二十世紀初開始出現的。1910年的牛津英語詞典有記錄到此一詞語的使用，是用在宾夕法尼亚大学工程碩士Henry Harrison Suplee（1856年至1943年）所著的工程手冊《Gas Turbine: progress in the design and construction of turbines operated by gases of combustion》，其中有寫到「在目前的技術下，所有能做的就是這樣了」（In the present state-of-the-art this is all that can be done）。此處的art是指技術，不是指表演艺术或美術
後來此一詞語已出現在很多領域中，尤其是該領域的技術很重要的情形。以這個意義上，有作者曾提到：「雖然十八世紀的作者沒有用這個詞，但的確存在一些科學、技術的知識及專業可以視為是當時的the state-of-the-art。」
雖然其實際含義沒有技術領先產業界的意義，不過此一詞語已廣為使用在廣告上，有一篇1985年的文章認為此詞語已「被濫用」，認為：「詞語完全沒有衝擊性，聽起來就像謊話。」。有一個1994年的問卷有將這句話列在廣告中需避免使用的陳腔濫調當中。

## 法律上的重要性

### 專利法
在歐洲或澳大利亚的專利公約中，state of the art是一個評估及聲稱专利新颖性及創造性時會出現的詞語，是現有技術（prior art）的同義詞。在歐洲專利公約的第54條第2款，有提出：「在提交歐洲專利申請之前，需用書面或是口頭方式，將當時的技術發展現狀告知大家。」。也需要依照第54條第3款考慮，不過該條文只是為了檢查新颖性。
在一些法律文件中也會用「背景技術」（background art），例如第42條第1b款及1c款，其意義相同。

### 侵权責任
技術發展現狀的概念在侵权责任的法律中格外的重要，特別是有關過失和產品責任領域的法律中。在過失相關的法律中：「工程師針對過失的指控，可以用提出他所做的符合技術發展現狀以及其專業來辯護。」。有關產品責任，製造商一般針對因其產品造成的傷害，需要負无过错责任。不過在一些法律管轄區內，製造商可以提出產品符合技術發展現狀的主張，做為辩护（也就表示在當時的知識下，製造商在產品安全上已經盡力了）。例如「依德國的法律，製造商可以提出產品符合技術發展現狀做為辯護。若製造商無法知道或是發現其錯誤，不需要負侵权行为的責任。《產品責任法明明確規定了這種抗辯理由。」在欧洲经济共同体中，此辯護是有效的，原因是依照產品責任指令第7(e)條，如下的內容
若被告可以證明在產品投入流通時，當時技術發展現狀無法發現該缺陷的存在，技術發展現狀的辯護允許免除被告告的責任。此一指令允許會員國刪去技術發展現狀的辯護，不過只有像盧森堡等很少製造業的國家才會刪除
在美国施行英美法系的州，產業的現狀「只是應該注意的證據，不是有控制性的因素。」，不過許多州都有技術發展現狀的法令「若製造品產品符合技術可行性，是對於產品責任的絕對防禦」。因為技術發展現狀在持續提昇，製造品聲稱該產品技術發展現狀的能力，會在產品出現問題時，和其潛在在的責任有關。有一份1980年代的工業期刊提到：
遙控後照鏡、碟型剎車、鼓型剎車的自動鬆緊調整器、密封照明系統，這些都是先進技術的一部份。當其中之一獲得產業的認可時，就開始在設計觀點的技術發展現狀以及法侓觀點的技術發展現狀之間建立橋樑，這會讓製造商在不久的將來處於脆弱的情境中